# Рязанцев, Александр Владимирович (хоккеист)
Алекса́ндр Влади́мирович Ряза́нцев (15 марта 1980, Москва, СССР) — российский хоккеист, защитник.

## Карьера
Начинал карьеру в московском «Спартаке». Был выбран в 6-м раунде драфта НХЛ 1998 года клубом «Колорадо Эвеланш» под общим номером 167, но в НХЛ так и не провёл ни одного матча. В 1998—2003 гг. играл в североамериканских лигах: за «Викториавилл Тайгерз» в квебекской юниорской лиге (QMJHL) и за клубы АХЛ «Херши Бэрс» и «Милуоки Эдмиралс».
Победитель молодёжного чемпионата мира по хоккею 1999 года. Серебряный призёр молодёжного чемпионата мира 2000 года, также на том турнире был признан лучшим защитником и включён в символическую сборную.
В 2003 году вернулся в Россию, присоединившись к ярославскому «Локомотиву». В 2005 году стал бронзовым призёром чемпионата мира по хоккею в Австрии в составе сборной России по хоккею.
С 2005 года выступал за московское «Динамо». Обладатель Кубка европейских чемпионов 2006 года в составе «Динамо». В 2006 году перешёл в СКА. 26 сентября 2008 года был отдан в омский «Авангард» в обмен на нападающего Александра Головина. По ходу сезона был отчислен из команды. Сезон 2009/2010 провёл в подмосковном «Витязе». Перед сезоном 2010/2011 был на просмотре в нижегородском «Торпедо», но контракт не был подписан. Продолжил карьеру в екатеринбургском «Автомобилисте», откуда был обменян в уфимский] «Салават Юлаев», в составе которого провёл остаток сезона и стал обладателем Кубка Гагарина 2011 года. В мае 2011 года подписал контракт с челябинским клубом «Трактор».
В следующем сезоне Рязанцев стал одним из ключевых игроков обороны «Трактора», был признан лучшим защитником КХЛ в ноябре 2011 года.
6 декабря 2011 года установил рекорд КХЛ для защитников, забив гол в седьмом матче подряд. Рекордная шайба была заброшена на предпоследней минуте основного времени домашнего матча «Трактора» против «Автомобилиста» при счёте 0:1 и позволила челябинцам перевести игру в овертайм, где усилиями Владимира Антипова была добыта победа.
Во время «Мастер-шоу» на матче звёзд КХЛ-2012 победил в конкурсе на силу броска, установив рекорд скорости броска для подобных конкурсов. Предыдущий лучший результат принадлежал Денису Куляшу (177,58 км/ч). Результат Рязанцева — 183,67 км/ч.
Сезон 2012/2013 провёл, выступая за череповецкую «Северсталь». 11 июня 2013 года был обменян в московский «Спартак», воспитанником которого является. В обратном направлении последовал нападающий Николай Бушуев. В «Спартаке» Александр надолго не задержался — уже 27 сентября 2013 года руководство команды достигло договорённости с «Динамо» об обмене Рязанцева на выбор в первом раунде драфта юниоров КХЛ 2015 года. 23 июля 2014 года подписал контракт с нижнекамским «Нефтехимиком», но уже 4 октября 2014 года был обменян в хабаровский «Амур».

## Статистика
| Легенда | Легенда                    | Легенда | Легенда                   | Легенда | Легенда    |
| ------- | -------------------------- | ------- | ------------------------- | ------- | ---------- |
| И       | Количество проведённых игр | Штр     | Штрафное время            | +/−     | Плюс-минус |
| Г       | Голы                       | П       | Голевые передачи          | О       | Очки       |
| -       | Статистика неизвестна      | —       | Статистика не учитывалась |         |            |

### Международные соревнования
| Год                   | Сборная               | Турнир                | Место                 |    | И | Г | П  | О   | +/- | Штр |
| --------------------- | --------------------- | --------------------- | --------------------- | -- | - | - | -- | --- | --- | --- |
| 1998                  | Россия (юниор.)       | ЮЧЕ (до 18)           | 3                     | 6  | 3 | 1 | 4  | +1  | 8   |     |
| 1999                  | Россия (мол.)         | МЧМ (до 20)           | 1                     | 7  | 0 | 0 | 0  | 0   | 4   |     |
| 2000                  | Россия (мол.)         | МЧМ (до 20)           | 2                     | 7  | 2 | 6 | 8  | +10 | 2   |     |
| Всего (юниор. и мол.) | Всего (юниор. и мол.) | Всего (юниор. и мол.) | Всего (юниор. и мол.) | 20 | 5 | 7 | 12 | +11 | 14  |     |
| 2005                  | Россия                | ЧМ                    | 3                     | 9  | 0 | 3 | 3  | +7  | 0   |     |
| Всего (осн. сборная)  | Всего (осн. сборная)  | Всего (осн. сборная)  | Всего (осн. сборная)  | 9  | 0 | 3 | 3  | +7  | 0   |     |